# Jane und die verlorene Stadt
Jane und die verlorene Stadt (Originaltitel Jane and the Lost City / Deutscher Alternativtitel: Quatermain und der verlorene Schatz) ist ein britischer komödiantischer Actionfilm von Terry Marcel aus dem Jahr 1987. Der Film basiert auf dem britischen Daily strip Jane von Norman Pett, den der Autor für die britische Tageszeitung im Boulevardstil Daily Mirror schuf.

## Handlung
Zweiter Weltkrieg: Nachdem der Abenteurer Greenville den Giftpfeilen seiner Verfolger nur knapp entkommen ist, schickt der britische Premierminister Winston Churchill ihn, Jane und den Colonel in die sagenumwobene Verlorene Stadt, da nur er weiß, wo diese sich befindet. Das Trio soll auf seiner lebensgefährlichen Mission verhindern, dass der geradezu unermessliche Schatz an Diamanten in feindliche Hände fällt. Ein solches Vermögen lässt jedoch Begehrlichkeiten sowohl bei einem Trupp Nazis, einer Sonderabordnung der deutschen Abwehr, als auch bei einer Gruppe Engländer aufkommen.
Begleitet werden Jane, der Colonel und Greenville auf ihrer Reise nach Zentralafrika von Jungle Jack Buck. Das Quartett soll den Diamantenschatz für Ihre Majestät, die Königin, sichern. Nur schrittweise geht es im Dschungel vorwärts, da überall tödliche Gefahren lauern, seien es reißende Flüsse, Vulkanausbrüche oder eine geheimnisvolle Göttin, die den grausamen Leopardenkriegern vorsteht. Die Nazi-Agenten Lola Pagola und Heinrich sind dem Trio dicht auf den Fersen. Jane jedoch, die als Geheimwaffe des englischen Premiers gehandelt wird, ist keiner der feindlichen Gegner gewachsen. Während dieser Odyssee verlieben sich Jane und Jack Buck.

## Produktion

### Dreharbeiten
Die Dreharbeiten fanden auf Mauritius statt. Jane und die verlorene Stadt ist erotisch angehaucht, da die Heldin während der Erzählung mehrfach Kleidungsstücke verliert und immer weniger trägt. Das englische Filmplakat titelte: „Always losing her dress but never her sense of humor.“ („Sie verliert zwar ihre Kleidung, aber niemals ihren Humor“).

### Veröffentlichung
In den Vereinigten Staaten wurde der Film als PG (Parental Guidance) am 18. September 1987 veröffentlicht. In Deutschland wurde er am 27. Juli 1988 auf Video (VHS) herausgegeben.

## Kritik
Der Filmdienst stellte fest: „Mischung aus Abenteuerfilm, Action und Komödie, die einen Comic-Strip der 40er Jahre mit deutlichen Versatzstücken der ‚Indiana Jones‘-Filme vermengt. – Ab 16.“